# Fundo de Participação dos Municípios
O Fundo de Participação dos Municípios (FPM) é a maneira como a União (Governo Federal do Brasil) repassa verbas para os municípios brasileiros, cujo percentual, dentre outros fatores, é determinado principalmente pela proporção do número de habitantes estimado anualmente pelo IBGE.
De acordo com Decreto-Lei nº 1.881, cada faixa de população determina os coeficientes de distribuição do FPM: que são variáveis em 16 faixas até o limite de Acima de 156.216 habitantes, mas  - acima deste número - o coeficiente máximo torna-se fixo.
A pesquisa do IBGE de “Perfil dos Municípios Brasileiros - Finanças Públicas”, sobre receitas e despesas de todos os municípios brasileiros de 1998 a 2000, revelou que o FPM é responsável por 57,3% das receitas disponíveis das prefeituras de municípios pequenos com até cinco mil habitantes
Para atualizar os dados populacionais no intervalo de dois censos demográficos (realizados a cada dez anos nos anos de final zero), o IBGE realiza a Contagem da População (realizadas a cada dez anos nos anos de final cinco). A Contagem de 2005, planejada desde 2003, foi executada em 2007 entre de 16 de abril até 31 de agosto. Por questões orçamentárias, a contagem foi realizada apenas em municípios com o máximo de 170 mil habitantes (margem de segurança estatística considerada sobre o número de 156.216 habitantes), pois estes são os locais que poderão sofrer uma mudança de faixa.